# Індепенденс (фіорд)
Індепенденс — великий фіорд на північному сході Гренландії. Має близько 200 км завдовжки та до 30 км завширшки. Гирло фіорду впадає до моря Ванделя Північного Льодовитого океану, з координатами 82°15′ пн. ш. 21°54′ зх. д. / 82.250° пн. ш. 21.900° зх. д..

## Географія
Цей фіорд є північною межею Землі короля Фрідріха VIII та південною межею Землі Пірі. Льодовик Марії Софії та льодовик Академії впадають у голові фіорду. Острови Принцеси Тіри та Принцеси Маргарити є двома островами, розташованими при злитті фіорду Данія та фіорду Індепенденс
Назву отримав 4 липня 1892 року на честь дня незалежності США, його фіорду дав американський дослідник Роберт Пірі.

## Дослідження
По берегах фіорду виявлені численні залишки стоянок і жител палеоескімосів. По датах існування ці пам'ятники археології розділені данським дослідником-археологом Ейгіл Кнутом (на  культуру Індепенденс І та культуру Індепенденс ІІ).
Дослідження фіорду розпочалося на початку XX століття, перша помітна робота на цю тему належить Крістіану Бендиксен Тоструп, який опублікував в 1911 році свій «Етнографічний опис ескімоських поселень і кам'яних руїн у північно-східній Гренландії». В 1912 році узбережжя фіорду досліджували данці Кнуд Расмуссен та Петер Фрейхен, які довели, що Земля Пірі не є островом, детально задокументували дані про температуру, льоді, скелі, а також виявили залишки найпівнічнішого на той момент ескімоського поселення, що було найпівнічнішим постійним поселенням людини на Землі.
Північне узбережжя фіорду (південна частина Землі Пірі) була населена Першою культурою (2400-1800 до Р. Х.) палеоескімосів, їхні житла були побудовані з каменів і кісток, вони промишляли полюванням, переважно на вівцебиків та зайців. Молодші (1800-1300 до Р.Х.) залишки Першої культури знайдені на південному узбережжі Індепенденса. Там же виявлено стоянку Другої культури (800-200 до Р.Х.) — їхні способи будівництва жител, предмети побуту, інші артефакти дещо відрізняються від попередників.